# Mount Egbert
Mount Egbert ist ein 2895 m hoher und größtenteils vereister Berg auf der westantarktischen Alexander-I.-Insel. In der Douglas Range ragt er am 13 km südsüdöstlich des Mount Stephenson auf.
Erstmals gesichtet wurde der Berg vermutlich 1909 im Verlauf der Fünften Französischen Antarktisexpedition (1908–1910) unter der Leitung des Polarforschers Jean-Baptiste Charcot. 1936 nahmen Teilnehmer der British Graham Land Expedition (1934–1937) unter der Leitung des australischen Polarforschers John Rymill eine Vermessung vor. Der Falkland Islands Dependencies Survey wiederholte dies 1948 und benannte den Berg nach Egbert von Wessex († 839), König von Wessex von 802 bis 839.